# Katrien Ongena
Katrien Ongena, née le 30 septembre 1985 , est une judokate belge qui évolue dans la catégorie des moins de 57 kg (poids légers). Elle membre du Judo Club Zele en province de Flandre-Orientale. 

## Palmarès
En 2005, Katrien Ongena a gagné le tournoi de World Cup de Madrid.

Elle a été championne de Belgique U17, deux fois championne de Belgique U20 et deux fois championne de Belgique sénior :
| Chpt de Belgique sénior | Chpt de Belgique sénior | 2002 | 2003 | 2004 | 2005 | 2006 | 2007 |
| ----------------------- | ----------------------- | ---- | ---- | ---- | ---- | ---- | ---- |
| poids légers            | -57 kg                  | 3e   | 1er  | 1er  | -    | 3e   |      |
| mi-moyens               | -63 kg                  |      |      |      |      |      | 2e   |

Leen ongena (JC Zele) a été championne de Belgique en 2004 et Bart Ongena (JC Zele) a été champion de Belgique en 2008.